# إد جاسبر
إد جاسبر (بالإنجليزية: Ed Jasper)‏ هو لاعب كرة قدم أمريكية أمريكي، ولد في 18 يناير 1973 في تايلر في الولايات المتحدة.

## وصلات خارجية
- إد جاسبر على موقع مرجع كرة القدم المحترفة.كوم (الإنجليزية)